# Plazmalogen
Plazmalogeni su tipovi eterskih fofsolipida koji na C1 glicerola imaju umjesto esterski vezanog acilnog ostatka eterski vezani alkilni ostatak. Alkilni ostatak na C1 čine nezasićeni alkoholi s ugljikovodičnim lancem od 18 ili 16 C atoma, dok je acilni ostatak na C2 najčešće polinezasićena masna kiselina.

## Funkcija
Plazmalogeni su nađeni u brojnim ljudskim tkivima s najvećim udjelom u živčanom, imunosnom i Krvožilnim sustavu. Gotovo 30-40% glicerofosfolipida koji sadržavaju alkohol kolin su plazmalogeni. Zapanjujuća je i činjenica da skoro 30% glicerofosfolipida u ljudskom mozgu čine upravo plazmalogeni. Njihova funkcija nije još u potpunosti razjašnjena, ali je dokazano da štite životinjsku stanicu od negativnog utjecaja slobodnih radikala te ponekad obavljaju i ulogu signalnih molekula.

## Patologija
Smanjen udio plazmalogena povezan je sa sljedećim bolestima: Downov sindrom, Alzheimerova bolest te Zellwegerov sindrom